# Мелькарт
Мелька́рт, Мелике́рт (от др.-греч. Μελικέρτης, эллинизированое финик. 𐤌𐤋𐤒𐤓𐤕, milk-qart — «царь окруженного стеной города») — в финикийской религии и мифологии — бог-покровитель мореплавания и города Тира, отождествлявшийся греками как с Гераклом, так и с Гелиосом. Согласно Филону Библскому считался сыном Демарунта (Зевса) и Астарты. Иногда Мелькарт изображался восседающим на гиппокампе.

## Легенды
Мелькарту приписывается смерть от Тифона (Мот) и последующее воскрешение, которое осуществил Эшмун. Отсюда его аналогии с такими воскресающими богами как Осирис и Адонис.
Подобно греческому Гераклу Мелькарту приписывались ряд подвигов: сражение с семиглавым драконом, борьба со львом, поединок с великаном, путешествие в загробный мир. По характеру деяний Мелькарт сопоставляется с Гильгамешем.

## Культ
Мелькарт почитался в Тире, Фасосе и в Гадесе. Считалось, что «тирийский Геракл» был похоронен в Испании. В двуязычной надписи с Мальты имя Мелькарт переведено как Геракл-архегет.
Согласно Менандру Эфесскому, тирский храм Мелькарта воздвиг финикийский царь Хиром. Геродот упоминает своё посещение тирского храма Мелькарта, называя его храмом Геракла Тирского. 

## Топонимика
Финикийцы также называли колоннами Мелькарта Гибралтар, откуда, вероятно, и произошло его греческое название Геркулесовы столпы. Есть легенда, как его статуя приплыла на плоту из Тира в Эрифры.

## В других культурах
От слова Мелике́рт (от др.-греч. Μελικέρτης) образовался восточный титул как Мелик  проникший в арабский язык как малик (араб. ملك) — «царь». (арм. Մելիք, груз. მელიქი, чув. Мелек).

## Галерея
- Тирский шекель
- Бюст из Национального музея Дании
- Стела с Мелькартом на льве из Амрита[англ.] в Сирии, ок. 550 г. до н. э.
- Исполненные по обету статуи из храма Мелькарта в Кадисе